# Чапліни
Чапліни (словац. Čapliny) — меліоративний канал; притока Копаного ярка, протікає в окрузі Требишів.
Довжина приблизно 5,0-5,5 км. Витік знаходиться в масиві Східнословацька низовина.
Протікає територією села Земплінске Градіштє і міста Требишів.